# Cryptorhynchinae

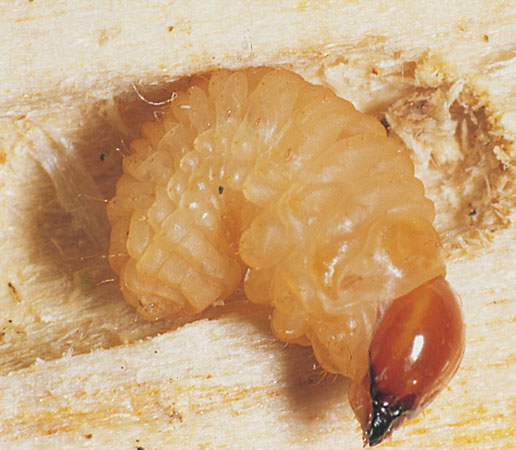
Cryptorhynchus lapathi, larva

Cryptorhynchinae, del griego clasico κρυπτός (kruptós), "oculto", y ῥύγχος (rhúnkos), "hocico", es una gran subfamilia de coleópteros de la familia Curculionidae que incluye más de 6.000 especies, que algunas clasificaciones incluyen en Curculioninae o en Molytinae.
Se distinguen porque cuando están descansando dejan caer su hocico entre las articulaciones de las patas delanteras con el tórax y lo acomoda dentro de un canal protector, que termina generalmente en una estructura con forma de taza en el mesotórax ventral. Las patas terminan en unas extensiones en forma de gancho o uncus.
Se subdivide en siete tribus integradas por numerosos géneros entre los cuales se encuentran: Anaballus, Blepiarda, Cedilaus, Ectacyba, Faustinus, Gerstaeckeria , Glyptoperopterus y Tepperia.

## Géneros
Estos 42 géneros y posiblemente muchos otros pertenecen a esta subfamiliaː
- Acalles Schönherr, 1825 i c g b
- Acallocrates Reitter, 1913 i c g b
- Anaballus Blanchard, 1849 c g
- Apteromechus Faust, 1896 i c g b
- Asytesta Pascoe, 1865 c g
- Blepiarda Pascoe, 1865 c g
- Calles Kissinger, 1964 i c g b
- Canistes Casey, 1892 i c g b
- Cedilaus Lea, 1912 c g
- Cnemidoprion Marshall, 1933 c g b
- Cophes Champion, 1905 i c g b
- Cryptorhynchus Illiger, 1807 i c g b
- Didymus Kuschel, 1982 c g
- Episcirrus Kuschel, 1958 i c g b
- Eubulus Kirsch, 1870 i c g b
- Eurhoptus LeConte, 1876 i c g b
- Euscepes Schönherr, 1844 i c g b
- Eutinobothris b
- Faustinus Berg, 1898 i c g b
- Gasterocercus de Laporte Castelnau La Ferté-Sénectère & Brullé, 1828 c g
- Gerstaeckeria Champion, 1905 i c g b
- Hohonus Kissinger, 1964 i c g b
- Lembodes Schönherr, 1844 i c g b
- Liometophilus Fall, 1912 i c g b
- Maemactes Schönherr, 1837 i c g b
- Neoulosomus O'Brien & Wibmer, 1982 i c g b
- Paracamptus Casey, 1895 c g b
- Peracalles Kissinger, 1964 i c g b
- Poropterus Schönherr, 1844 c g
- Pseudoacalles Blatchley, 1916 i c g b
- Pseudomopsis Champion, 1905 i c g b
- Pseudomus Schönherr, 1837 i c g b
- Rhynchodes White, 1846 c g
- Rhynchus Kissinger, 1964 i c g b
- Sternochetus Pierce, 1917 i c g b
- Sudus Kissinger, 1964 i c g b
- Tepperia Kirby, 1910 g
- Trigonopterus Fauvel, 1862 c g
- Troezon Champion, 1906 c g b
- Tyloderma Say, 1831 i c g b
- Zascelis LeConte, 1876 i c g b
- Zygara Pascoe, 1885 c g

Fuentes: i = ITIS, c = Catalogue of Life, g = GBIF, b = Bugguide.net